# Nodiscala ahiparana
Nodiscala ahiparana là một loài very small deepwater ốc biển, a marine động vật chân bụng động vật thân mềm thuộc họ Epitoniidae, the wentletraps.